# Superjoint Ritual
Superjoint Ritual (Superjoint) — метал-группа из США, образованная в начале 1990-х годов Филом Ансельмо, Джо Фаццио и Джимми Бауэром. Позже к ним присоединились Хэнк Уильямс III и Кевин Бонд.
Несмотря на то, что группа сформировалась в 1993 году, первый альбом был записан только через 9 лет. Тогда группа и стала приобретать популярность на телевидении, появляясь на MTV2 в Headbangers Ball и Uranium на Fuse TV.
После своего распада в 2004 году группа была неактивной вплоть до 2014 года, когда Фил Ансельмо объявил о реюнионе в новом составе. Спустя два года был выпущен третий альбом коллектива — Caught Up In The Gears Of Application. Впрочем, в июне 2019 года Фил Ансельмо заявил о том, что проект «Superjoint» ему больше неинтересен, и группа была вновь объявлена распавшейся.

## Состав группы
Последний состав
- Фил Ансельмо — вокал (1993—2004, 2014—2019)
- Джимми Бауэр — гитара (1993—2004, 2014—2019)
- Кевин Бонд — бас-гитара (1993—1998), гитара (2002—2004, 2014—2019)
- Стефен Тейлор — бас-гитара (2014—2019)
- Жозе Гансалес — ударные (2014—2019)

Бывшие участники
- Майкл Гаага — бас-гитара (1993—2002)
- Джо Фаццио — ударные (1993—2004)
- Хэнк Уильямс III — бас-гитара (2002—2004)
- Марци Монтазери — гитара (1996—1998)

## Дискография

### Студийные альбомы
| Год  | Подробности                                                                                         | Самые высокие позиции в чартах | Самые высокие позиции в чартах | Самые высокие позиции в чартах |
| Год  | Подробности                                                                                         | US                             | US Indie                       | UK                             |
| ---- | --------------------------------------------------------------------------------------------------- | ------------------------------ | ------------------------------ | ------------------------------ |
| 2002 | Use Once and Destroy - Дата выхода: 21 мая 2002 года - Лейбл: Sanctuary Records                     | 87                             | 5                              | 145                            |
| 2003 | A Lethal Dose of American Hatred - Дата выхода: 22 июля 2003 года - Лейбл: Sanctuary Records        | 55                             | 2                              | 135                            |
| 2016 | Caught Up in the Gears of Application - Дата выхода: 11 ноября 2016 года - Лейбл: Housecore Records | -                              | 13                             | -                              |

### Синглы
| Год  | Сингл                           | Альбом                           |
| ---- | ------------------------------- | -------------------------------- |
| 2002 | «The Alcoholik»                 | Use Once and Destroy             |
| 2002 | «Fuck Your Enemy»               | Use Once and Destroy             |
| 2003 | «Dress Like a Target»           | A Lethal Dose of American Hatred |
| 2003 | «Waiting for the Turning Point» | A Lethal Dose of American Hatred |

## Видеография

### DVD
| Год  | Подробности                                                       |
| ---- | ----------------------------------------------------------------- |
| 2002 | Live in Dallas, TX - Дата выхода: 2002 - Лейбл: Sanctuary Records |
| 2004 | Live at CBGBs - Дата выхода: 2004 - Лейбл: Sanctuary Records      |

### Клипы
| Год  | Сингл                           |
| ---- | ------------------------------- |
| 2002 | «The Alcoholik»                 |
| 2002 | «Fuck Your Enemy»               |
| 2004 | «Waiting for the Turning Point» |
| 2004 | «Dress Like a Target»           |